# Dankaur
Dankaur é uma cidade e uma nagar panchayat in Gautam Buddha Nagar District, no estado indiano de Uttar Pradesh.

## Geografia
Dankaur está localizada a 28° 21′ N, 77° 33′ L. Tem uma altitude média de 194 metros (636 pés).

## Demografia
Segundo o censo de 2001, Dankaur tinha uma população de 11,982 habitantes. Os indivíduos do sexo masculino constituem 54% da população e os do sexo feminino 46%. Dankaur tem uma taxa de literacia de 57%, inferior à média nacional de 59.5%: a literacia no sexo masculino é de 67% e no sexo feminino é de 47%. Em Dankaur, 16% da população está abaixo dos 6 anos de idade.